# Amerikába jöttem
Az Amerikába jöttem (eredeti cím: Coming to America) 1988-ban bemutatott amerikai romantikus vígjáték, melyet Eddie Murphy alapötletéből John Landis rendezett. A főbb szerepekben Murphy mellett Arsenio Hall, James Earl Jones, Shari Headley és John Amos látható. A történet középpontjában egy fiktív afrikai állam, Zamunda koronahercege áll, aki az Amerikai Egyesült Államokba utazik, hogy feleséget találjon magának.
Premierje az Amerikai Egyesült Államokban 1988. június 29-én volt, Magyarországon 1989. augusztus 3-án mutatták be. Az Amerikába jöttem bevételi és kritikai szempontból is sikeresnek mondható. 1989-ben tervezték a film televíziós spin-offjának elkészítését, de a projekt végül meghiúsult. A 2010-es évek végén felmerült a folytatás lehetősége is, erre azonban egészen 2021-ig kellett várni, ekkor jelent meg Amerikába jöttem 2. címmel.

## Cselekmény
A fiktív afrikai Zamunda koronahercege, Akeem Joffer belefárad elkényeztetett és fényűző életmódjába, ezért a 21. születésnapján komoly döntést hoz az önállósodás érdekében. Szülei, Jaffe király és Aeoleon királyné akarata ellenére nem veszi feleségül a neki kijelölt menyasszonyt, Imani Izzi-t. Ehelyett legjobb barátjával és tanácsadójával, Semmivel együtt az Államokba utazik. Akeem célja, hogy olyan nőt találjon magának, aki önmagáért és nem a vagyonáért szereti őt. Barátjával New Yorkba érkezve egy szerény lakást bérelnek és magukat nincstelen diákoknak adják ki. Részt vesznek egy helyi gyűlésen, ahol pénzt gyűjtenek a belváros felújítására. Itt Akeem találkozik a számára ideális partnernek tűnő Lisa McDowell-lel. Semmi és Akeem állást kap a McDowell's gyorsétteremben (a McDonald’s másolata), melynek Lisa apja, Cleo McDowell a tulajdonosa.
Akeem hódítási kísérleteit eleinte megakadályozza Lisa lusta és ellenszenves párja, a gazdag Darryl Jenks. Amikor Darryl a lány megkérdezése nélkül jelenti be eljegyzésüket, Lisa randevúzni kezd a herceggel (aki azt állítja, családja szegény kecskepásztorokból áll). Akeem igyekszik keményen dolgozni és megtapasztalni a közemberek életét, de a szegénységet megunva Semmi fényűzésbe kezd. Akeem elkobozza tőle a pénzét és két hajléktalannak adja. Semmi táviratot küld Jaffe királynak és több pénzt kér tőle, Joffers ezért úgy dönt, maga is New Yorkba utazik és leleplezi fiát. Cleo eleinte ellenzi a fiatalok kapcsolatát, de a Joffers királyi pártól tudomást szerez Akeem valódi származásáról és egyből lelkesebbé válik. A férfi hazugságát Lisa csalódottan viseli és faképnél hagyja őt, lefújva a házasodási terveiket.  Akeem sikertelenül próbálja elmagyarázni neki, hogy csupán azt szerette volna, ha a lány önmagáért szereti őt és még a trónról is lemondana érte. Az elcsüggedt Akeem beleegyezik, hogy szülei akaratához híven feleségül veszi eredetileg kijelölt menyasszonyát.
Az esküvőn Akeem megdöbbenve látja, hogy menyasszonya nem más, mint Lisa. A ceremónia után hintóba ülve boldogan elhajtanak az éljenző zamundai tömeg előtt. Akeem ismét felajánlja neki lemondását a trónról, ha a lány nem vágyna a királyi életre, de Lisa ezt játékosan visszautasítja.

## Szereplők
| Színész               | Szerep                                                | Magyar hang                   | Magyar hang                                  |
| Színész               | Szerep                                                | - 1. magyar változat - (1989) | - 2. magyar változat - (1997 és 2000 között) |
| --------------------- | ----------------------------------------------------- | ----------------------------- | -------------------------------------------- |
| Eddie Murphy          | Akeem herceg / Clarence / Randy Watson / Saul         | Dörner György                 | Dörner György                                |
| Arsenio Hall          | Semmi / nagyon csúnya nő / Brown tiszteletes          | Kerekes József                | Schnell Ádám                                 |
| Arsenio Hall          | Morris; borbély                                       | Kránitz Lajos                 | Forgács Gábor                                |
| James Earl Jones      | Jaffe Joffer király; Akeem apja és Zamunda uralkodója | Velenczey István              | Koroknay Géza                                |
| John Amos             | Cleo McDowell; Akeem munkaadója és Lisa apja          | Makay Sándor                  | Uri István                                   |
| Madge Sinclair        | Aoleon királyné; Akeem anyja és Zamunda királynéja    | Pápai Erzsi                   | Kocsis Mariann                               |
| Shari Headley         | Lisa McDowell; Cleo idősebb lánya, Akeem szerelme     | Kiss Mari                     | Balázs Ági                                   |
| Paul Bates            | Oha; királyi szolga                                   | Borbély László                | Sótonyi Gábor                                |
| Eriq La Salle         | Darryl Jenks; Lisa barátja                            | Kautzky Armand                | Csernák János                                |
| Frankie Faison        | főbérlő                                               | Farkas Antal                  | Varga Tamás                                  |
| Vanessa Bell Calloway | Imani Izzi; Akeem kijelölt menyasszonya               | Náray Erika                   |                                              |
| Louie Anderson        | Maurice; alkalmazott a McDowell's gyorsétteremben     | Háda János                    | Szűcs Sándor                                 |
| Allison Dean          | Patrice McDowell; Cleo fiatalabbik lánya, Lisa húga   | Illés Györgyi                 | Szénási Kata                                 |
| Calvin Lockhart       | Izzi tábornok; Imani apja                             | Gruber Hugó                   |                                              |
| Samuel L. Jackson     | fegyveres rabló                                       |                               | Kassai Károly                                |
| Don Ameche            | Mortimer Duke                                         | Galgóczi Imre                 | Komlós András                                |
| Ralph Bellamy         | Randolph Duke                                         | Komlós András                 | Antal László                                 |
| Cuba Gooding Jr.      | hajat vágató fiú                                      | nem szólal meg                | nem szólal meg                               |

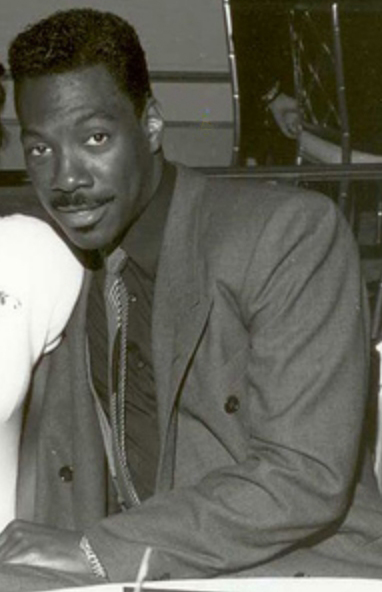
Eddie Murphy 1988-ban. A színész-humorista ebben a filmjében vállalt el először több szerepet is egyidejűleg.

Az 1983-as, szintén Eddie Murphy főszereplésével készült Szerepcsere című vígjáték két szereplője, Mortimer (Don Ameche) és Randolph Duke (Ralph Bellamy) egy rövid jelenet erejéig ebben a filmben is feltűnik. Két hajléktalant játszanak, akiknek Akeem pénzt ad az utcán. Érdekesség, hogy Murphy több (nem, életkor és származás alapján) eltérő szerepet vállalt a filmben. Ebben Rick Baker Oscar-díjas maszkmester volt a segítője: a zsidó öregemberré, Saullá maszkírozva még a saját kollégái számára is felismerhetetlenné tette a színészt. Murphy későbbi, Vámpír Brooklynban (1995), a Bölcsek kövére (1996), a Bölcsek kövére 2. – A Klump család (2000) és a Norbit (2007) című filmjeiben is számos különböző karaktert formált meg egyidejűleg, gyakran Baker közreműködésével.

## A film készítése
A filmrendező John Landis második alkalommal dolgozott együtt Murphyvel, a Szerepcsere után. Landis szerint a közös munka merőben más volt a főszereplővel a két filmben. Míg a Szerepcserében Murphy „fiatal, energiával teli és nagyszerű” volt, addig az Amerikába jöttem forgatásán arrogánsan és durván viselkedett (nem befolyásolva a színészi teljesítményét) és ezt a személyes kapcsolatuk is megsínylette. Pár évvel később Murhpy mégis Landist kérte fel a Beverly Hills-i zsaru 3. megrendezésére, és Landis szerint addigra már ismét kellemes modora volt.
Eddie Murphy erre másként emlékezett vissza egy 1989-es Rolling Stone interjúban: „Ő volt a rendezőm a Szerepcserében, amikor kezdő kölyök voltam, de öt évvel később még mindig gyerekként kezelt. És én fogadtam fel őt, hogy rendezze meg a filmet!.. Én magam akartam megrendezni az Amerikába jöttemet, de tudtam, hogy Landis sorozatban három elcseszett filmet csinált és a Homályzóna-per miatt egy szalmaszálon függött a karrierje. Gondoltam, a fickó rendes volt hozzám a Szerepcsere idején, ezért adtam neki egy esélyt”.

## Fogadtatás

### Bevételi adatok
A film sikert aratott a jegypénztáraknál: a bemutató hétvégén a 2064 moziban levetített Amerikába jöttem 21 404 420 dollárt termelt, első helyezést érve el. Az Amerikai Egyesült Államokban 128 152 301, míg a többi országban 160 600 000 dolláros bevételével a film összesen 288 752 301 dollár bevételt szerzett. Ezzel az 1988-as év harmadik legnagyobb bevételét hozó filmje lett (az Esőember és a Roger nyúl a pácban után), illetve ebben az évben a Paramount Pictures legjövedelmezőbb alkotásává vált.

### Díjak
A film két kategóriában kapott Oscar-jelölést: legjobb jelmeztervezés (Deborah Nadoolman Landis) és legjobb smink (Rick Baker).

## Fordítás
- Ez a szócikk részben vagy egészben  a   Coming to America című angol Wikipédia-szócikk fordításán alapul.  Az eredeti cikk szerkesztőit annak laptörténete sorolja fel. Ez a jelzés csupán a megfogalmazás eredetét és a szerzői jogokat jelzi, nem szolgál a cikkben szereplő információk forrásmegjelöléseként.